# NGC 5420
NGC 5420 је спирална галаксија у сазвежђу Девица која се налази на NGC листи објеката дубоког неба.
Деклинација објекта је - 14° 37' 2" а ректасцензија 14h 3m 59,8s. Привидна величина (магнитуда) објекта NGC 5420 износи 13,1 а фотографска магнитуда 13,9. NGC 5420 је још познат и под ознакама MCG -2-36-6, IRAS 14012-1422, PGC 50121.